# Anna Lise Phillips
Anna Lise Phillips es una actriz australiana, más conocida por haber interpretado a Cameron Smart en la serie Young Lions.

## Biografía
Es hija de la actriz Maggie Phillips.
Asistió al "Corrugated Iron Youth Theatre".
En 1996 se graduó de la prestigios escuela australiana National Institute of Dramatic Art "NIDA" con un grado en actuación.

## Carrera
Apareció en un comercial para "ANZ" bank.
En el 2000 apareció como invitada en un episodio de la exitosa serie de ciencia ficción Farscape donde interpretó a Nilaam, de joven.
En el 2002 se unió al elenco principal de la serie policíaca Young Lions donde interpretó a la detective mayor de la policía Cameron Smart.
En el 2005 interpretó en un episodio de la tercera temporada a la madre de la surfista Loren Power en la serie Blue Water High.
En el 2009 apareció como invitada en la popular serie australiana Home and Away donde interpretó a Jenena Palmer, la exesposa de John Palmer y madre de Trey (Luke Bracey).
En el 2011 apareció como invitada en la serie Terra Nova donde dio vida a Teresa, una científica que trabajaba en el "Outpost 3" y que termina infectada por el virus.
En el 2012 se unió al elenco de la primera temporada de la serie Revolution donde interpretó a la doctora Maggie Foster, hasta el cuarto episodio de la temporada, cuando su personaje murió desangrado después de que un ladrón la atacara y la apuñalase en la pierna.

## Filmografía

### Series de televisión
| Año             | Serie                 | Personaje          | Notas                                    |
| --------------- | --------------------- | ------------------ | ---------------------------------------- |
| 2018 - presente | Harrow                | Stephanie Tolson   | 10 episodios                             |
| 2017            | The Son               | Maggie Phelps      | episodio "The Prophecy"                  |
| 2014            | Devil's Playground    | Alice Kelly        | 6 episodios - miniserie                  |
| 2012            | Revolution            | Dra. Maggie Foster | 4 episodios                              |
| 2012            | Tricky Business       | Lara Donnelly      | episodio "Mothercraft"                   |
| 2011            | Terra Nova            | Teresa             | 4 episodios                              |
| 2011            | Crownies              | Sonya              | 5 episodios                              |
| 2011            | City Homicide         | Kylie Barnett      | episodio "No Greater Honour: Reward Day" |
| 2009            | Home and Away         | Jenena Palmer      | 9 episodios                              |
| 2009            | All Saints            | Heather            | episodio "Dreams and Nightmares"         |
| 2007            | Bastard Boys          | Cherie Snape       | miniserie                                |
| 2005            | Blue Water High       | Madre de Loren     | episodio # 3.9                           |
| 2004            | McLeod's Daughters    | Bree Plummer       | episodio "Make or Break"                 |
| 2002            | Young Lions           | Det. Cameron Smart | 22 episodios                             |
| 2002            | The Secret Life of Us | Julie              | 3 episodios                              |
| 2000            | Farscape              | Joven Nilaam       | episodio "Vitas Mortis"                  |
| 1998            | A Difficult Woman     | Cassie             | miniserie                                |
| 1998            | Stingers              | Clare Challoner    | episodio "Innocents Abroad"              |
| 1998            | Murder Call           | Eileen Watson      | episodio "Blowing the Whistle"           |
| 1998            | Good Guys Bad Guys    | Emily Costello     | episodio "A Chip Off the Old Potato"     |
| 1998            | Water Rats            | Megan              | episodio "Soft Target"                   |
| 1998            | Wildside              | Laurel Williams    | episodio # 1.16                          |
| 1997            | Big Sky               | Melanie            | episodio "Boxed In"                      |

### Películas
| Año  | Título   | Personaje   | Notas |
| ---- | -------- | ----------- | --- |
| 2015 | The Tank | Nelly Rugin | junto a Marguerite Moreau, Jack Davenport, Christopher McDonald, Jack Coleman, Erik King, Brad William Henke & Christopher Redman |
| 2003 | Clutch   | Judy        | corto - junto a Tony Barry, Brendan Cowell & Claudia Silvia                                                                       |
| 1999 | Envy     | Rachel      | junto a Linda Cropper, Jeff Truman, Scott Major, Wade Osborne, Abi Tucker & Bridie Carter                                         |

### Apariciones
| Año  | Título       | Notas      |
| ---- | ------------ | ---------- |
| 2012 | Utopia Girls | documental |

### Teatro
| Año  | Título           | Personaje | Director      | Teatro           | Notas                                                                       |
| ---- | ---------------- | --------- | ------------- | ---------------- | --------------------------------------------------------------------------- |
| 2013 | Romeo and Juliet | -         | Kip Williams  | -                | junto a Akos Armont, Josh McConville, Alexander England y Eryn-Jean Norvill |
| 2005 | The Spook        | -         | Neil Armfield | Glen St. Theatre | junto a Steve Le Marquand, Damon Herriman & Kerry Walker                    |

## Premios y nominaciones
| Año  | Categoría                         | Premio    | Serie | Resultado |
| ---- | --------------------------------- | --------- | ----- | --------- |
| 2002 | Best Actress in a Supporting Role | AFI Award | Envy  | Nominada  |